# Hélène de Chappotin de Neuville
Hélène Marie Philippine de Chappotin de Neuville, in religione Maria della Passione (Nantes, 21 maggio 1839 – Sanremo, 15 novembre 1904), è stata una religiosa francese, fondatrice nel 1877 della congregazione delle Suore Francescane Missionarie di Maria. È stata beatificata da papa Giovanni Paolo II nel 2002.

## Biografia

### I primi anni
Hélène Marie Philippine de Chappotin de Neuville nacque a Nantes il 21 maggio 1839. Di nobile famiglia, figlia di Charles de Chappotin, ingegnere e preside della École des Ponts ParisTech, e di Sophie Galbaud-Dufort (nipote del generale François Thomas Galbaud-Dufort), nel 1860 venne ammessa come postulante tra le monache contemplative clarisse, ma dopo una malattia preferì optare per una congregazione di vita attiva. Il suo confessore la indirizzò verso la Società di Maria Riparatrice: il 15 agosto del 1864 assunse il nome religioso di Maria della Passione ed iniziò il suo noviziato.

### La nascita della congregazione
Nel 1865 venne inviata come missionaria in India e nel 1867 fu eletta superiora provinciale dei tre conventi del vicariato apostolico del Maduré. Nel 1874 fondò una casa nel vicariato apostolico di Coimbatore, il quale era guidato dai padri della Società per le Missioni Estere di Parigi. Ella si trasferì nel nuovo convento con un gruppo di consorelle ma, a causa di alcuni dissensi interni alla congregazione, le suore del vicariato di Coimbatore costituirono una comunità autonoma con sede a Ootacamund.
Papa Pio IX regolarizzò la decisione presa delle religiose separate consentendo alla de Chappotin di fondare una nuova congregazione, le cui religiose presero il nome di Suore Francescane Missionarie di Maria: per esse fondò un noviziato a Saint-Brieuc, in Bretagna, dove l'istituto mosse i suoi primi passi.
Superate le prime difficoltà, il 12 agosto 1885 la Santa Sede approvò l'istituto con il decretum laudis e ne dichiarò l'affiliazione all'Ordine dei Frati Minori.
Madre Maria della Passione morì nel 1904 a Sanremo, dove si era ritirata per una malattia. Lasciò 2069 suore, in 86 comunità presenti in 24 paesi.

## Il culto
La causa di canonizzazione della religiosa fu introdotta a Sanremo nel 1918. Il 28 giugno del 1999 papa Giovanni Paolo II promulgò il decreto che ne dichiarava l'eroicità delle virtù e le riconobbe l'appellativo di venerabile. Venne beatificata il 20 ottobre 2002 durante una cerimonia presieduta dallo stesso Giovanni Paolo II, celebrata sul sagrato della basilica di San Pietro in Vaticano. La memoria liturgica ricorre il 15 novembre.